# ブライテンバッハ・アム・ヘルツベルク
ブライテンバッハ・アム・ヘルツベルク (ドイツ語: Breitenbach am Herzberg、公式な表記は Breitenbach a. Herzberg)はドイツ連邦共和国ヘッセン州カッセル行政管区のヘルスフェルト＝ローテンブルク郡に属す町村（以下、本項では便宜上「町」と記述する）である。この街は東ヘッセンの同郡南西端に位置する。

## 地理

### 位置
この街は、クニュル山地南部のヒルシュベルク（しばしばヘルツベルクとも呼ばれる）とリムベルクの麓に位置している。集落はヨッサ川下流とその支流の谷に点在する。
この街の最低地点は、オーバーヨッサ地区ヨッサ川沿いの海抜 234 m 地点である。最高地点は、リムベルクの斜面の海抜 529 m 地点である。
この街は、アルスフェルト（西に約 18 km）とバート・ヘルスフェルト（北東に約 20 km）との間に位置している。

### 隣接する市町村
ブライテンバッハ川が町の北側とオットラウおよびオーバーアウラ（ともにシュヴァルム＝エーダー郡）とを分けている。東はキルヒハイムおよびニーダーアウラ（ともにヘルスフェルト＝ローテンブルク郡）、南はシュリッツおよびグレーベナウ、西はアルスフェルト（3市町村はフォーゲルスベルク郡）と境を接している。

### 自治体の構成
この町は、ブライテンバッハ地区、ハッテローデ地区、オーバーヨッサ地区、ゲーアウ地区、マハトロス地区からなる。

## 歴史
Breydenbach apud stratam bi dem Herzisberg に関する最も古い文献記録は、1290年のものである。この文書は、それよりも古い文書を参照している。この事から、これらの村は400年から800年の間に成立したと考えられている。
1290年から1298年にかけて、交易路「クルツェ・ヘッセン」沿いにハインリヒ・ロムロートによってヘルツベルク城が築かれた。ハインリヒはこの村落周辺をヘッセン方伯からレーエンとして与えられていた。1372年と1373年にこの城は、フリードリヒ・フォン・ヘルツベルクの下、シュテルナー騎士同盟の拠点となった。この騎士同盟は14世紀の第4四半期に、強大化するヘッセン方伯の権勢に対抗した。その後何世紀もの間デルンベルク男爵がこの城を有したが、後に公領内の領邦防衛の城砦となった。
ナポレオンのヴェストファーレン王国時代（1807年 - 1813年）にブライテンバッハは、ブライテンバッハ小郡の主邑で、Friedensgerichtの所在地となった。

### 町村合併
ブライテンバッハ・アム・ヘルツベルク、ハッテローデ、オーバーヨッサの自由意思に基づく合併が1971年12月31日に発効し、新たな自治体ブライテンバッハ・アム・ヘルツベルクが成立した。ゲーアウとマハトロスは、ヘッセン州の地域再編に伴って1972年8月1日にこれに加わった。

## 行政

### 議会
この町の町議会は、2016年の町議会選挙以後、13議席で構成されている。

### 首長
フォルカー・ヤーリッツは、2008年2月10日の決選投票で、65.5 % の票を得て町長に選出された。ヤーリッツは2014年3月16日の選挙でも 79.6 % の票を獲得して再選された。

### 紋章
図柄: 銀と青が9回入れ替わる斜め（向かって右上から左下）の波打った帯。その全景に、金と赤に斜め（向かって左上から右下）に塗り分けられ、冠を戴いた、鋸壁の頂部を持つ塔。塔には6つ突起のある星が、塔の色とは反対の色で塗り分けられて掲げられている。
解説: 塔はヘルツベルク城を表している。塔の星 (ドイツ語: Stern) は、シュテルン騎士同盟を想起させ、城はその拠点を意味している。金と赤の配色は、1477年からこの城を所有していたデルンベルク男爵の紋章に由来する。

### 旗
旗は1988年11月10日にヘッセン州内務大臣の認可を得た。
ブライテンバッハの町の旗には紋章が描かれている。

## 文化と見所

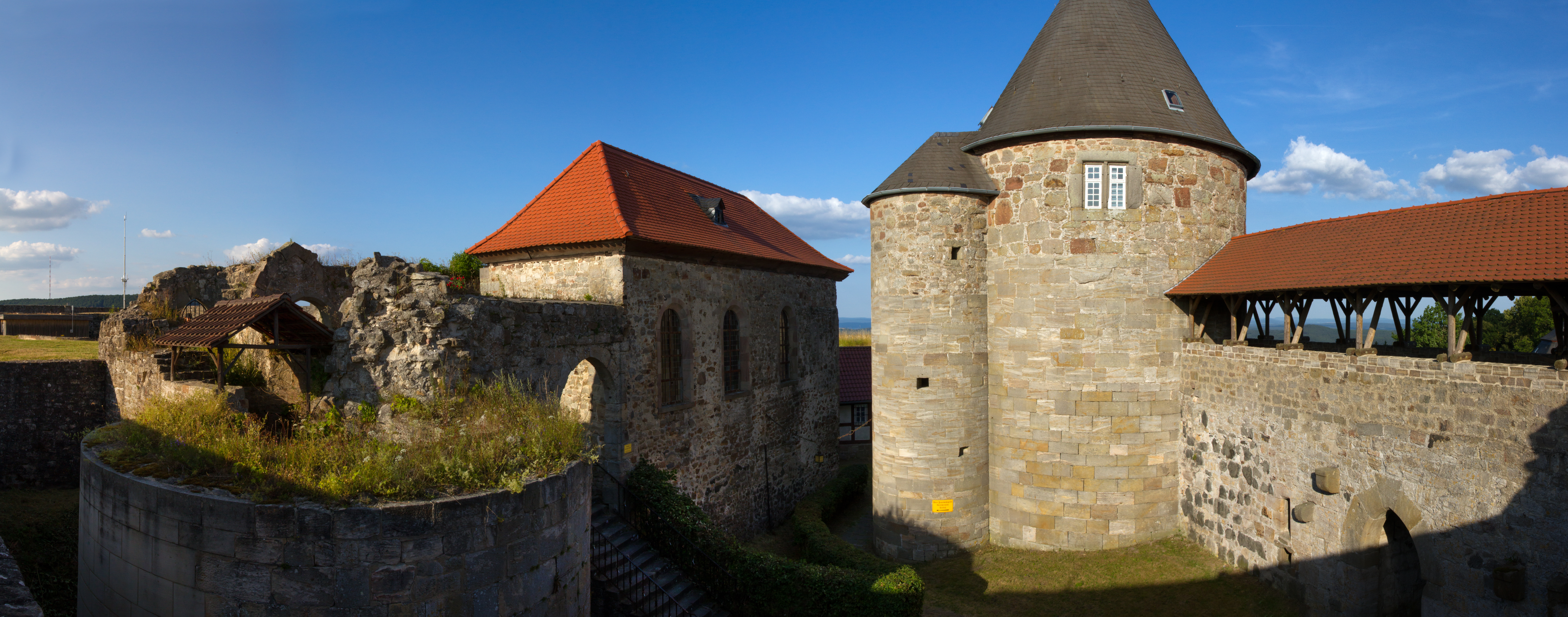
ヘルツベルク城

### 建築
- ヘルツベルク城、ヒルシュベルク（かつてはヘルツィスベルクと呼ばれた）の上に建つ、ヘッセン州最大の山城

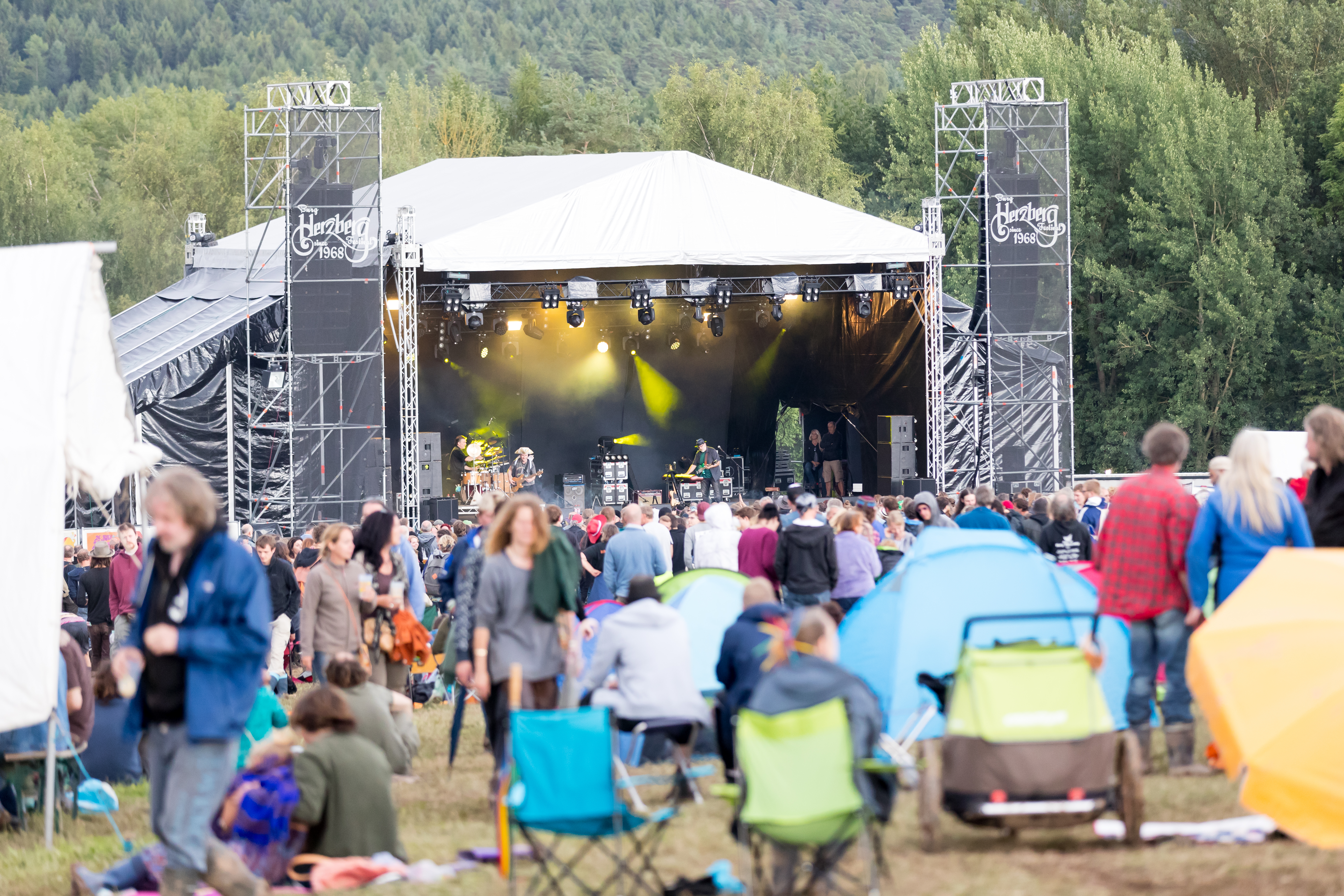
ブルク＝ヘルツベルク＝フェスティバル（2017年）

### 年中行事
- ブルク＝ヘルツベルク＝フェスティバル（オープン＝エア・フェスティバル、毎年夏）
- コボルト＝キルメス（教会祭）
- フッツェルフォイアー（クリスマスツリーを燃やす祭）
- リッターシュピーレ